# Рытвины Каир
Рытвины Каир (англ. Cairo Sulcus) — рытвины (рельеф из чередующихся борозд и кряжей) на поверхности луны Сатурна — Энцелада. Являются одной из четырёх «тигровых полос», через которые в окружающее пространство извергается лед из океана внутри спутника.

## География
Примерные координаты центра — 81°37′ ю. ш. 154°29′ з. д. / 81,62° ю. ш. 154,48° з. д.. Рытвины Каир находятся в южной полярной области Энцелада. На западе от неё находятся две аналогичные структуры — рытвины Александрия и рытвины Камфора, при чём рытвины Камфора ответвляются от рытвин Александрия. На востоке находятся рытвины Багдад.

## Геология
Длина структуры достигает 165 км. Этот разлом, по-видимому, является одним из самых молодых деталей околополярной области спутника. Его глубина оценивается 500 метров, а ширина — 2 км. Высота окружающих стенок составляет примерно 100 метров, а ширина 2−4 км. Рытвины окружены отложениями крупнозернистого водяного льда (который выглядит бледно-зелёным на спектрозональных снимках, полученных объединением изображений в ультрафиолетовом, зелёном и ближнем инфракрасном диапазоне). Его наличие указывает на то, что область достаточно молода и ещё не покрыта мелкозернистым льдом из Е-кольца. Результаты спектрометрии в видимой и инфракрасной области показывают, что зеленоватый лёд в тигровых полосах отличается по составу от льда других участков поверхности Энцелада. Спектрометрическое обнаружение свежего кристаллического водяного льда в полосах говорит о молодости этих участков (моложе 1000 лет) или их недавней переплавке. Кроме того, в тигровых полосах были найдены простые органические соединения, больше нигде на поверхности до сих пор не обнаруженные.

## Эпоним
Названы в честь Каира — города, фигурирующего в сборнике арабских сказок «Тысяча и одна ночь». Официальное название было утверждено Международным астрономическим союзом в 2006 году.

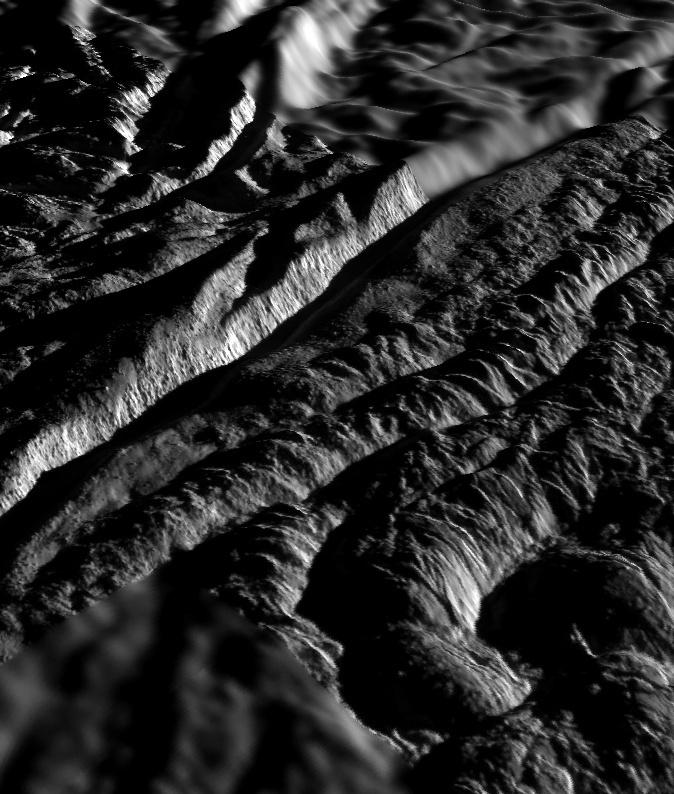
Объёмная компьютерная модель рытвин Каир, основанная на снимках от космического аппарата Кассини-Гюйгенс
Рытвины Каир (вверху) в разрешении 20 метров на пиксель
Южная часть рытвин Каир в разрешении 10 метров на пиксель
Рытвины Каир (внизу) в разрешении 18 метров на пиксель